# Heidi Janků
Heidi Janků (Ostrava, 1962. november 23.–) cseh énekesnő, műsorvezető, musicalszínésznő.

## Lemezei
- 1986 Heidi a Supernova Ivo Pavlíka
- 1987 Runnin´ Out
- 1987 Úplně všechno
- 1989 Novinka - Heidi a Supernova Ivo Pavlíka
- 1989 Cesta kolem těla
- 1992 Heidi
- 1996 Ave Maria
- 2000 Zpověď
- 2001 Když cowboy spí
- 2002 Zlatej důl jsem přece já
- 2004 Buď a nebo
- 2006 Já jsem pořád já
- 2007 Jen tak žít neumím
- 2009 Heidisky

## Fordítás
- Ez a szócikk részben vagy egészben a Heidi Janků című cseh Wikipédia-szócikk ezen változatának fordításán alapul.  Az eredeti cikk szerkesztőit annak laptörténete sorolja fel. Ez a jelzés csupán a megfogalmazás eredetét és a szerzői jogokat jelzi, nem szolgál a cikkben szereplő információk forrásmegjelöléseként.

## Külső hivatkozások
- Hivatalos weboldala